# Klapa Chorus croaticus
Klapa Chorus croaticus je hrvatska muška klapa iz Švicarske, iz Berna.

## Povijest
Osnovana je 21. kolovoza 1987. godine. Tvorac ansambla je Frane Vugdelija. Nastala je u okrilju Hrvatske katoličke misije u Bernu. Za cilj su si postavili njegovati i promicati hrvatsku glazbenu baštinu, približiti ju Švicarcima te pridonijeti većem razumijevanju i prijateljstvu između Hrvata i Švicaraca. Većina tadašnjih članova pjevala je u mješovitom misijskom zboru kojega je tada vodio utemeljitelj klape Frane Vugdelija. Vremenom se osamostalila. Do 10. svibnja 1993. godine djelovala je pod imenom Hrvatski oktet. U skladu s ciljem, repertoar je gotovo u potpunosti čine hrvatske narodne pjesme te skladbe hrvatskih autora. Nastupali su po cijeloj Švicarskoj. Gostovali su i u drugim europskim državama. Zbog te djelatnosti proglasili su ju "veleposlanicima Hrvatske i hrvatske glazbe i kulture". Zbog njena glazbena, humanitarna i domoljubnog rada pozivali su ih na nastupe svugdje po Hrvatskoj. Priznanje je iskazano sudjelovanjem na Festivalu dalmatinskih klapa u Omišu 1993., 1994., 1995., te 1996. i 1997. godine. Do danas su jedini predstavnik klapa iz hrvatskog iseljeništva koja se na omiškom festivalu pojavila u natjecateljskom programu. Sudjelovali su na Prvom Susretu klapa iz hrvatskog iseljeništva u domovini Hrvatskoj, a na poziv Hrvatske matice iseljenika. 1. Susret klapa održao se od 24. lipnja do 2. srpnja 2006. godine. S fra Šimunom Šitom Ćorićem u nastupili su okrilju crkava sv. Ante i sv. Leopolda Mandića u Padovi, s Klubom bernskih akordeonista. 2008. dobili su Domovnicu” Večernjeg lista i prema glasovanju čitatelja izabrani za najpopularniju glazbenu skupinu u iseljeništvu. Klapa je član prvog hrvatskog band-aida CROunitas. Njeguju usku i plodonosnu suradnju s vodećim glazbenicima i etno-muzikolozima u Hrvatskoj (Nikola Buble i dr.), kao i plodonosnu suradnju s mnogim glazbenim formacijama u Švicarskoj (Bernski mandolinsko orkestar) i šire. Snimili su nekoliko nosača zvuka. Današnji članovi su: Frane Vugdelija, voditelj i I. tenor; Denis Radičević, Ivo Šavar, Miljenko Plišić, II. tenor; Viorel Raviele, bariton; Luca Ventrice, bas-bariton; Alan Šavar, Josip Borozni, Ilija Bekić, bas. U domovini su se vratili, ali povremeno nastupaju s klapom: Danijel Peštaj, Kresimir Ċuže, Branko Ċorić, bas.
2020. godine Klapa od Predsjednice RH Kolinde Grabar-Kitarović dobiva priznajne:  Povelju Republike Hrvatske, za izniman i dugogodišnji doprinos u promicanju hrvatske baštine, jezika, kulture i folklora, te očuvanju hrvatskog identiteta u Švicarskoj Konfederaciji.

## Vanjske poveznice
- Discogs
- FDK  Arhivirana inačica izvorne stranice od 12. siječnja 2020. (Wayback Machine)
- Hrvatski kulturni klub u Švicarskoj Časopis Libra